# 寺崎浩平
寺崎 浩平（てらさき こうへい、1994年1月4日 - ）は、日本の競輪選手、元自転車競技選手。日本競輪選手養成所（以下、養成所）第117期生。福井県出身。日本競輪選手会福井支部所属。ホームバンクは福井競輪場。師匠は鷲田佳史（88期）。福井県立科学技術高等学校、法政大学経営学部卒業。家族は、妻（ガールズケイリン選手の寺崎舞織）と二女。
なお、名字の『さき』は養成所までは『﨑』（つくりが「立」）で登録されていたが、選手としては『崎』として登録されている。

## 略歴

### 競輪選手デビュー前
元々実家が自転車屋で、高校在学中に自転車競技を始める。脇本雄太は高校の先輩。大学時代の2015年に全日本自転車競技選手権大会のマディソンで1位、全日本大学対抗選手権自転車競技大会のチームパーシュートで1位となり頭角を現す。2016年3月に大学を卒業し福井県体育協会に就職、同年の全日本選手権のマディソンで1位となり連覇を達成する。
2016年10月、国民体育大会の成年男子ケイリンで優勝したものの、レース後のドーピング検査で陽性反応が出たため優勝は取り消され、日本アンチ・ドーピング規律パネルから4年間の資格停止処分を受ける。しかし本人は「禁止薬物を摂取した覚えはない」として、日本スポーツ仲裁機構に対し不服申立てを行い、2017年8月に資格停止を4ヶ月間に短縮する決定が下された（ほぼ寺﨑側の主張が認められた形）。競技復帰後の2017年・2018年と国体のケイリン種目を連覇、2018年はチームスプリントでも優勝する。
日本自転車競技連盟（JCF）からトラックレース単距離　エリート 強化指定選手「Ｂ」指定選手として指定されており、将来的には世界選手権などでの活躍も期待されている。
2019年5月、選手候補生第117期生として養成所に入所。養成所では9月に実施された第2回卒業認定考査兼記録会においてゴールデンキャップを獲得したほか、200mFDで養成所記録を更新、また競走訓練では8割を超える勝率を記録するなど極めて優秀な成績を残した。その結果、同期の菊池岳仁と共に史上初となる養成所の早期卒業制度適用者となり、同年12月に行われた競輪選手資格検定にも合格したことで、通常より3ヶ月早く同年12月25日に養成所を早期卒業し、同期の中で一足早く競輪選手となった。

### 競輪選手時代
同期より半年早く2020年1月16日からの和歌山FIIにてデビューすると、デビューから9連勝（3場所連続完全優勝）で2月には早くもA級2班への特別昇班を決める。A級1・2班戦でも勢いは衰えずに再び9連勝を飾って18連勝とし、同年3月にはS級特別昇級を決めた。デビューから18連勝（無敗）でS級昇級を決めたのは深谷知広に続き史上2人目であった。
S級での初戦となった2020年4月の小田原競輪場での開催では、2日目に3着となりデビューからの連勝は19でストップしたが、3日目の決勝で1着となりS級初優勝を決めた。デビューから79日目でのS級初優勝は、2019年11月に坂井洋が更新した「デビューから144日目」の記録を大幅に塗り替える、史上最速記録であった。そして続く4月28日からの佐世保FIと、5月8日からの名古屋FIにて共に完全優勝を果たし、S級3場所連続優勝。また、デビューから通算9場所連続優勝となった。ただ、5月20日からの豊橋FIでは初日予選3着とし準決勝にはコマを進めたものの、二日目準決勝では落車したため5着（再乗）となり、デビューから初めて着外となり、かつ決勝進出も逃した（最終日は欠場）。
その後、5月26日に発表された、7月10日から開催された第16回サマーナイトフェスティバル（GII、いわき平）に出場予定選手として選考され、デビューから史上最速となる177日（デビュー日含む）で特別競輪初出場を果たし、また2日目第6レース（特選）では1着となりデビューから178日目での特別競輪初勝利となった。そして翌月の8月12日からの第63回オールスター競輪（名古屋）ではGI初出場を果たし、2日目第6レース（二次予選）で1着となり、GI初勝利を挙げた。これらの功績が評価され、JKAから2020年表彰で特別賞を受賞した。
2021年下期より、117期では一番乗りとなるS級1班格付けを決めた。同年8月28日、内村舞織とともに福井市役所を訪れ婚姻届を提出、入籍した。同年末のヤンググランプリで3着。
2022年の第65回オールスター競輪（GI、西武園）にて、特別競輪決勝戦初進出。
2023年の第65回朝日新聞社杯競輪祭にて、自転車競技のナショナルチームからの引退を表明。以降はホームバンクである福井に活動拠点を移し、競輪に専念する。
2024年11月9日、四日市記念3日目の準決勝10Rで通算100勝を達成。
前述の2022年オールスター競輪以降、2024年の寬仁親王牌・競輪祭、2025年の全日本選抜・高松宮記念杯と、GIの決勝に進出したレースで自身がラインの先頭を走り、そして番手の選手（2024年の寬仁親王牌は古性優作、その他は脇本雄太）を優勝に導いており、2025年の全日本選抜（豊橋）決勝では自身も2着に入った。同年8月17日の第68回オールスター競輪（函館）では脇本雄太がライン先頭、寺崎は番手のレースとなり、脇本のマークから最終バックストレッチで番手捲りを放ち1着。自身初のGIタイトル獲得（グレードレースも初優勝）となった。

## 主な獲得タイトルと記録
- 2025年 - GI オールスター競輪（函館競輪場）
- デビュー後最速S級優勝 - FI、デビューから79日（デビュー日含む）で初優勝（2020年4月3日、小田原競輪場）[13]
- デビュー後最速GII初出場 - 第16回サマーナイトフェスティバル、デビューから177日（デビュー日含む）で初出場（2020年7月10日、いわき平競輪場）[17]
- デビュー後最速GI初出場 - 第63回オールスター競輪、デビューから210日（デビュー日含む）で初出場（2020年8月12日、名古屋競輪場）[17][23]
- デビュー後最速GI初勝利 - 第63回オールスター競輪、デビューから212日（デビュー日含む）で初勝利（2020年8月14日、名古屋競輪場、第6R）

## エピソード
- 2024年10月に自宅を新築。2階建て53坪の注文住宅であり費用は7000万円、ローンで購入した。自宅には「一番拘った」というトレーニング部屋を設けており、夫婦一緒にトレーニングすることもある[24]。